# Cebiv (železniční zastávka)
Cebiv je železniční zastávka a nákladiště, která se nachází v katastrálním území stejnojmenné obce Cebiv. Leží na trati Pňovany–Bezdružice. Zastávku obsluhují osobní vlaky, které sem jezdí z Plzně, Pňovan a Bezdružic. Touto zastávkou končí úsek pro nákladní přepravu na této trati.[zdroj?] V blízkosti je i přejezd, přes který vede cyklotrasa č. 2215 (Trpísty–Černošín).